# Xenohyla eugenioi
Espèce
Statut de conservation UICN

 DD  : Données insuffisantes
Xenohyla eugenioi est une espèce d'amphibiens de la famille des Hylidae.

## Répartition
Cette espèce est endémique du Brésil. Elle se rencontre dans l'État de Bahia au Sergipe.

## Étymologie
Cette espèce est nommée en l'honneur d'Eugenio Izecksohn.

## Publication originale
- Caramaschi, 1998 : Description of a second species of the genus Xenohyla (Anura: Hylidae). Amphibia-Reptilia, vol. 19, no 4, p. 377-384.